# Hawkman (série télévisée d'animation)
Hawkman est une série télévisée d'animation américaine en trois épisodes de 6 minutes produite par Filmation et diffusée du 2 au 16 décembre 1967 sur le réseau CBS. Elle a été diffusée dans le cadre de l'émission The Superman/Aquaman Hour of Adventure d'une durée de 60 minutes comptant neuf séries au total.
Cette série est inédite dans tous les pays francophones.

## Synopsis
Carter Hall est un archéologue réputé mais il est aussi en secret Hawkman, un super héros voyageant à travers la galaxie dans un vaisseau spatial avec son aigle de combat.

## Distribution

### Voix originales
- Gilbert Mack : Carter Hall / Hawkman

## Épisodes
1. Peril from Pluto
2. A Visit to Venus
3. The Twenty Third Dimension